# Smietanino (obwód smoleński)
Smietanino (ros. Сметанино) – wieś (ros. деревня, trb. dieriewnia) w zachodniej Rosji, centrum administracyjne osiedla wiejskiego Smietaninskoje rejonu smoleńskiego w obwodzie smoleńskim.

## Geografia
Miejscowość położona jest przy drodze federalnej R120 (Orzeł – Briańsk – Smoleńsk – Witebsk), 3,5 km od drogi magistralnej M1 «Białoruś», 26,5 km od centrum Smoleńska.
W granicach miejscowości znajdują się ulice: Ałchimowa, Lipatienkowa, Nowaja, Oziornaja, Sadowaja, Sielskaja, Sportiwnaja, Lesnaja, Mołodiożnaja, Polewaja, Wietieranow.

## Demografia
W 2010 r. miejscowość zamieszkiwało 1126 osób.